# William Fechteler
William Morrow Fechteler (San Rafael, 6 marzo 1896 – Bethesda, 4 luglio 1967) è stato un ammiraglio statunitense che ha prestato servizio come Capo delle operazioni navali della marina statunitense durante la presidenza di Dwight Eisenhower.